# Silvio Schröter
Silvio Schröter (* 29. Juni 1979 in Radebeul) ist ein ehemaliger deutscher Fußballspieler.

## Sportliche Laufbahn
Schröter wuchs in Radeburg auf und besuchte dort die Heinrich-Zille-Schule. Er spielte bis 1989 bei Traktor Radeburg und anschließend bei Dynamo Dresden. 1997 wechselte er von den Amateuren ins Profiteam. 
2001 begann Schröters Bundesligalaufbahn bei Energie Cottbus. 2002 wurde er „Energie-Spieler des Jahres“. Nach dem Abstieg der Lausitzer aus der 1. Bundesliga wechselte Schröter 2003 zu Hannover 96. Noch vor seinem Wechsel zu Hannover 96 erlitt er einen Kreuzbandriss, der ihn ein halbes Jahr außer Gefecht setzte. In der erfolgreichen Hinrunde 2004/2005 gehörte Schröter zu den Leistungsträgern in Hannover.
Im Januar 2008 wechselte Silvio Schröter zum Erstligisten MSV Duisburg. Dort kam er aber verletzungsbedingt nur dreimal zum Einsatz und nach dem Abstieg des Vereins in die zweite Liga bekam er bei den Zebras keinen Vertrag mehr. Nachdem sich Schröter in der Wintervorbereitung auf die Rückrunde der Saison 2008/09 bei Arminia Bielefeld fit hielt, wechselte er im Februar 2009 zum Drittligisten FC Carl Zeiss Jena, blieb dort allerdings nur bis zum Sommer und beendete daraufhin seine Karriere.

## Nach der aktiven Karriere
Nach seiner Fußballerlaufbahn studierte Schröter Psychologie und wurde von Ralf Minge zu Dynamo Dresden zurückgeholt, um zunächst im Nachwuchsbereich sportpsychologisch zu unterstützen. Nach 2016 studierte er zusätzlich Sportpsychologie in Halle und arbeitet inzwischen in Vollzeit für Dynamo Dresden.